# Base navale de Point Loma
Naval Base Point Loma
La base navale de Point Loma, située à Point Loma, un quartier de San Diego, en Californie, est créée le 1er octobre 1998, dès l'arrivée de la Marine dans la région. La base navale se compose de sept installations : la base sous-marine, le Naval Mine and Anti-Submarine Warfare Command (anciennement Fleet Anti-Submarine Warfare Command), le Fleet Combat Training Center Pacific, le Naval Information Warfare Systems Command (NAVWAR), le Naval Information Warfare Center (NIWC) Pacific, le Fleet Intelligence Command Pacific et le Naval Consolidated Brig, Miramar. La population de la base est d'environ 22 000 membres de la Marine et de civils.